# Де Брюн, Вилли
Вилли де Брюн (нидерл. Willy De Bruyn) (имя при рождении Эльвира де Брюн (нидерл. Elvira (Elvire) de Bruyn); 4 августа 1914,  Алст, Бельгия — 13 августа 1989, Антверпен, Бельгия)  — бельгийский велогонщик, чемпион и один из первых открытых людей, сделавших трансгендерный переход.

## Биография
Брюн родился в 1914 году в Эрембодегеме (Алсте) в Бельгии. Он был официально зарегистрирован как девочка и воспитывался девочкой, но вскоре стал значительно выше и сильнее, чем другие девочки его возраста, и к 14 годам он понял, что не похож на них. Это сильно его расстраивало и беспокоило, в том числе он задумывался о суициде.
С 1928 года, окончив школу, он начал работать, сначала в сигаретной компании, а через некоторое время в родительском кафе. По вечерам он тайно читал о своем состоянии в медицинской литературе, (такой как труды Магнуса Хиршфельда), в мифологических и антропологических исследованиях. В конце концов он убедился, что является интерсекс-человеком.
В 1932 году Брюн начал заниматься велоспортом. В 1933 году он выиграл чемпионат Европы среди женщин в Алсте. В 1934 году он выиграл чемпионат Бельгии в Лёвене и чемпионат мира в Схарбеке. К тому времени он был крупнейшей бельгийской звездой женского велоспорта. 
Но он чувствовал себя все более и более дискомфортно в соревнованиях среди женщин, так как «чувствовал себя мужчиной, а не женщиной». Брюн продолжал заниматься велоспортом, ради заработка, однако вместо победы сознательно финишировал вторым или третьим. Он узнал о Зденеке Кубеке, чешском спортсмене, который, уже после того, как стал чемпионом среди женщин, сделал трансгендерный переход.
К 1936 году он отказался от своего женского имени и начал жить как мужчина по имени Вилли. Но поскольку официально он все еще был зарегистрирован как женщина по имени Эльвира, это неоднократно приводило в неприятностям, например, Брюн терял работу, которая считалась неприемлемой для женщин.
К 1937 году, после операции в Париже, он официально стал Вилли де Брюном, а его история рассказана в четырех статьях под заголовком «Как я стал мужчиной» в газете «De Dag» в апреле 1937 года. Он продолжил заниматься велоспортом, но уже не достигал таких успехов как раньше. Он открыл в Брюсселе паб «Café Denderleeuw», где представился как «Вилли экс Эльвира де Брюн» и «Эльвира де Брюн, чемпионка мира по велоспорту среди женщин, ставшая мужчиной в 1937 году».
В 1965 году, на Всемирной выставке в Нью-Йорке, Вилли де Брюн продавал «олиболы» в бельгийской деревне.
Вилли Де Брюн умер в 1989 году в Антверпене.
В июле 2019 года его именем была названа улица в Брюсселе.